# Валерио Галеото Малатеста
Валерио Галеото Малатеста (на италиански: Valerio Galeotto Malatesta; * Римини; † ноември 1470, Гуалдо) е италиански благородник, религиозно и военно лице от рода Малатеста.

## Произход
Той е извънбрачен син на Сиджизмондо Пандолфо Малатеста (* 1417, † 1468), господар на Римини и на Фано, и на неизвестна омъжена жена.
Има множество природени братя и сестри: от първия брак на баща си един брат, от втория брак – брат и сестра, от третия брак – един брат и две сестри, и от негови извънбрачни връзки – четири братя и пет сестри.

## Биография
Узаконен от папа Николай V с була от 1453 г. и е назначен с була от 24 ноември за апостолически протонотарий. 
Следва баща си Сиджизмондо, когато той е нает от венецианците между 1464 и 1466 г. да се бие с турците в Мореа. При завръщането им баща му го праща при венецианците, за да се уволни. За заслугите си папата му дава като абатство „Сан Гауденцио“ в Римини.  
Когато баща му отива в Рим на служба на папа Павел II, Валерио има задачата да управлява държавата заедно с мащехата си Изота дели Ати. Той се скарва с нея, напуска Римини и е на път да предложи услугите си на краля на Неапол Фердинандо, но баща му го разубеждава. След смъртта на баща си не се намесва в държавните дела и става каноник на катедралата в Римини.
Влиза в конфликт с брат си Роберто, който го обвинява в заговор за отваряне на портите на Римини за папската армия, поради което е убит през ноември 1470 г., докато е в Лонцано при Гуалдо.

## Потомство
Има две извънбрачни дъщери: 
- Серафина Малатеста, монахиня
- Камила Малатеста, ∞ 1486 за месер Антонио, син на Вентурино от Бергамо, конетабъл на служба при чичо ѝ